# Western (Salomonseilanden)
Western is een provincie van de Salomonseilanden met de grootste toeristenindustrie buiten Honiara. De provinciehoofdstad is het plaatsje Gizo met ongeveer 3000 inwoners.
De eilandengroep New Georgia-eilanden valt onder de provincie.
Central · Choiseul · Guadalcanal · Honiara · Isabel · Makira-Ulawa · Malaita · Rennell-Bellona · Temotu · Western